# Jacek Kurzawinski
Jacek Kurzawiński est un joueur puis entraîneur polonais de volley-ball né le 24 février 1962 à Wałbrzych (Basse-Silésie) et mort le 17 novembre 2019 dans la même ville.

## Biographie
Jacek Kurzawinski est entraîneur avec diplôme FIVB et FFVB. 
Il a été entraîneur adjoint à Chełmiec Walbrzych en 1993-1994. Carrière d'entraîneur a débuté en 1995 en Maromme. Puis, après 6 ans d'Angoulême a repris l'équipe après la saison de modifier l'environnement des Rhône-Alpes - Annecy VB. La saison suivante, il a été le principal formateur AL Caudry et aussi le coordonnateur des groupes de jeunes. En 2008 il est retourné à la ligue polonaise - Joker Piła (5e place dans la compétition PRO B). Puis il est retourné à la Basse Silésie et a mené la ligue deuxième équipe Sudety Kamienna Góra (la lutte pour la promotion de la PRO B). 
Il totalise 16 sélections en équipe de Pologne - entraîneur Harnes VB et évoluant en Division Excellence Féminine.

## Palmarès
- Coupe de Pologne (2)
  - Vainqueur : 1983, 1993